# Rap Name
"Rap Name" es el sencillo debut del rapero estadounidense Obie Trice. Cuenta con la colaboración de Eminem.

## Sobre la canción
En el momento en que Obie Trice firmó por Shady Records y apareció en el álbum de Eminem "The Eminem Show", la película 8 Mile y The Anger Management Tour. Shady dio a conocer esta canción como sencillo promocional para el recién firmado rapero, ya que Obie fue enviado a la cárcel antes de poder grabar lo que sería Cheers.

## Letra
Las primeras líneas explican la mayor parte de la canción, en especial la presencia de Obie en el Hip-Hop. La línea de "real name, no gimmicks" (nombre real, sin apodos) refiere al hecho de que utilice su nombre real y no un alias como gran parte de los raperos. Hace referencia a Eminem y cómo se ha relacionado con los raperos en su mayoría negros ("I got the white boys mad at me caused Em signed another black boy like he nigga-happy"). También hace referencia a otras personas y cosas, como Pamela Anderson, Mad Max, Down to Earth, Rocky y Eric B. & Rakim.

## Video musical
Un vídeo musical se hizo para la canción. Este por primera vez se observó en la introducción del exitoso sencillo de Eminem "Without Me". Muestra a Obie Trice en busca de su licencia de conducir, pero al manejar de forma imprudente, se estrella en un poste en su vecindario. Cuenta con cameos de Eminem (quien canta el coro), D12 (menos Bizarre) y DJ Green Lantern.